# Eva Korpela
Eva Korpela (31 de octubre de 1958) es una deportista sueca que compitió en biatlón. Ganó siete medallas en el Campeonato Mundial de Biatlón entre los años 1985 y 1988.

## Palmarés internacional
| Campeonato Mundial | Campeonato Mundial  | Campeonato Mundial | Campeonato Mundial |
| Año                | Lugar               | Medalla            | Prueba             |
| ------------------ | ------------------- | ------------------ | ------------------ |
| 1985               | Egg am Etzl (Suiza) | Medalla de bronce  | Individual         |
| 1986               | Falun (Suecia)      | Medalla de oro     | Individual         |
| 1986               | Falun (Suecia)      | Medalla de plata   | Relevos            |
| 1986               | Falun (Suecia)      | Medalla de bronce  | Velocidad          |
| 1987               | Lahti (Finlandia)   | Medalla de plata   | Relevos            |
| 1988               | Chamonix (Francia)  | Medalla de plata   | Velocidad          |
| 1988               | Chamonix (Francia)  | Medalla de bronce  | Relevos            |